# Lobatse
Lobatse est une ville et un sous-district au sud-est du Botswana, situé à soixante-cinq kilomètres au sud de la capitale Gaborone. La population de Lobatse était de 29 689 habitants en 2001,.
Le recensement de 2011 dénombre 29 007 habitants, et la population est estimée en 2020 à 26 900 habitants.

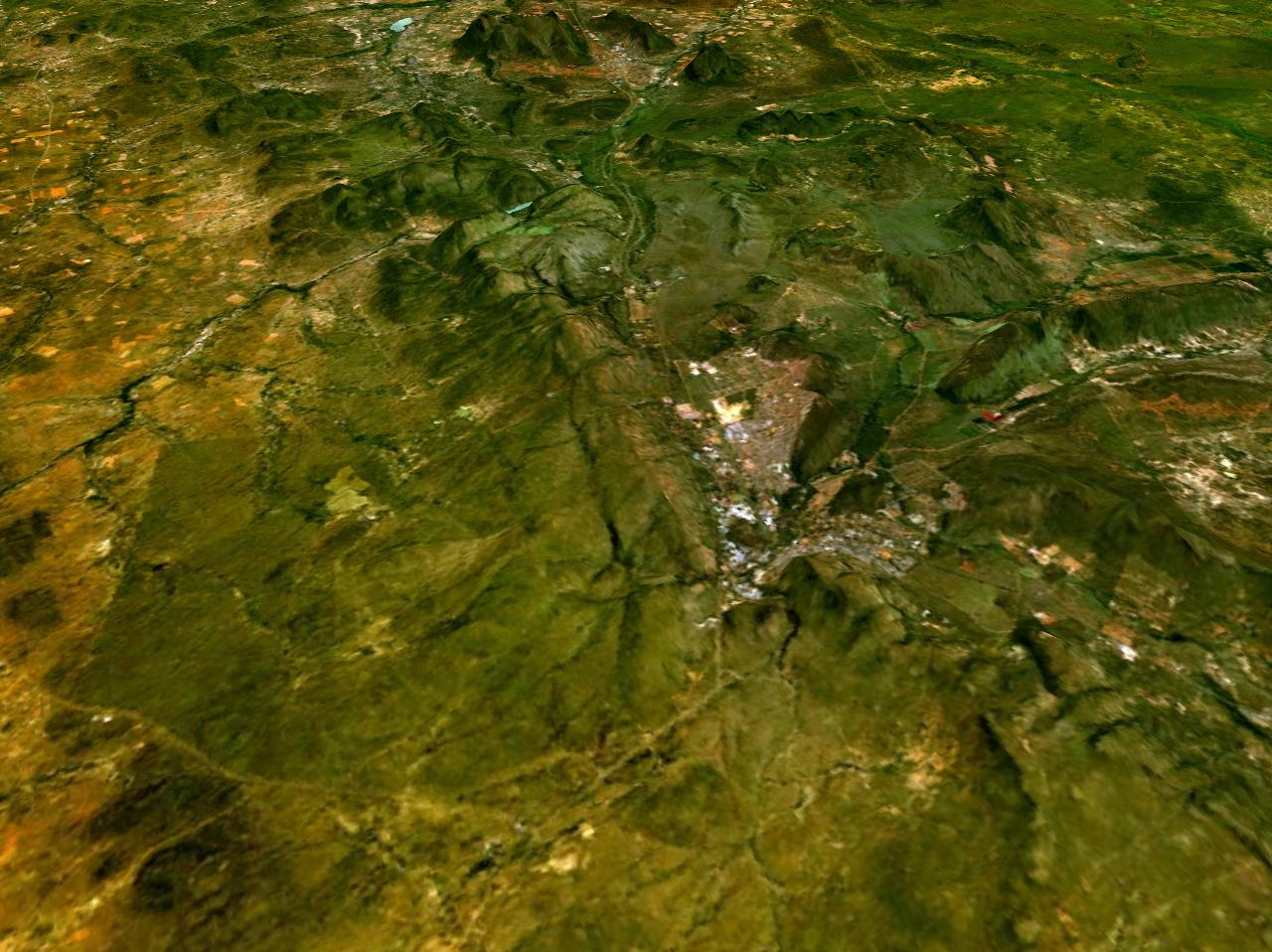
Vue satellite de Lobatse.

Lobatse a la distinction de posséder la plus ancienne route goudronnée du Botswana, laquelle fut construite en 1948 spécialement pour une visite royale lorsque le Botswana (alors appelé Bechuanaland) était encore un Protectorat Britannique. À l'indépendance du pays le 30 septembre 1966, cette section de 5 kilomètres de long était la seule route goudronnée de tout le pays. L'autoroute transafricaine Transafricaine 4, Le Caire - Le Cap, Corridor Trans-Kalahari (en), Walvis Bay - Maputo et plusieurs autoroutes régionales traversent Lobatse.
La Haute-Cour du Botswana s'y trouve ainsi que le bureau principal du Département de Commission Géologique. Plusieurs industries sont localisées à Lobatse dont la plus importante est le Botswana Meat Commission (BMC).
En 2011, les principales localités de Lobatse sont Wood Hall 1 et 2 avec 5 268 et 6 453 habitants respectivement, et Peleng avec 7 252 habitants.
La gare de Lobatse est desservie par les Botswana Railways mais le service passagers est actuellement suspendu[réf. souhaitée].
La ville dispose d'un aéroport, Lobatse Airport (en).